# Comuna Velîkîi Rakoveț, Irșava
Velîkîi Rakoveț (în ucraineană Великий Раковець) este o comună în raionul Irșava, regiunea Transcarpatia, Ucraina, formată din satele Velîkîi Rakoveț (reședința) și Zabolotne.

## Demografie
Componența lingvistică a comunei Velîkîi Rakoveț
     Ucraineană (99,31%)
     Alte limbi (0,68%)
Conform recensământului din 2001, majoritatea populației comunei Velîkîi Rakoveț era vorbitoare de ucraineană (99,31%), existând în minoritate și vorbitori de alte limbi.